# 水酸化コリン
水酸化コリン（すいさんかコリン、英: Choline hydroxide）は、化学式[(CH
3)
3NCH
2CH
2OH]+
OH−
で表される有機化合物である。コリン塩基としても知られている。水またはアルコール溶液として使用され、無色で非常にアルカリ性である。

## 性質
吸湿性があり、トリメチルアミン（TMA）臭のする無色の粘性がある水和剤としてよく見られる。コリンの水溶液は安定しているが、化合物はゆっくりとエチレングリコール、ポリエチレングリコール、およびトリメチルアミンに分解される。

## 化学的性質
水酸化コリンは、コリンカチオン（[(CH
3)
3NCH
2CH
2OH]+
）と水酸化物アニオン（OH−
）からなる第四級アンモニウム塩である。第四級アンモニウム基とヒドロキシ基の両方を含む、二官能性化合物である。水酸化コリンはイオン液体を形成する。

## 存在
この塩のカチオンであるコリンは、自然界の生物中に存在する。

## 用途
水酸化コリンは、工業的にpH調整剤として、また、特定の有機化合物（2-アミノ-3-ニトロ-4H-クロメン誘導体）を水溶液中で室温にて高収率で合成するための効率的で生分解性であり、リサイクル可能であり、環境に優しい触媒として使用される。

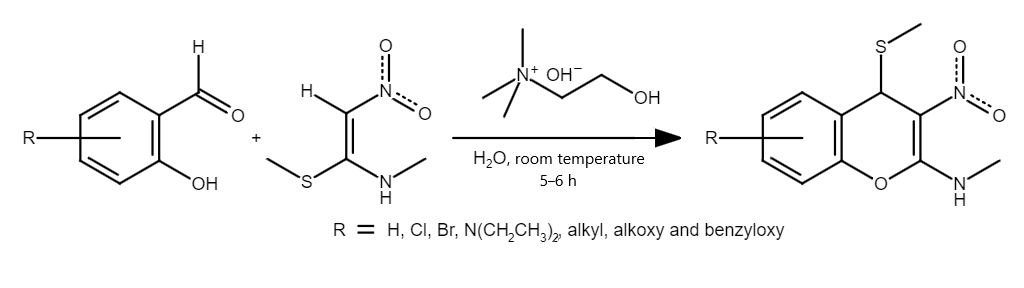
様々なサリチルアルデヒド（2-ヒドロキシベンズアルデヒド）と(E)-N-メチル-1-(メチルチオ)-2-ニトロエテナミンとの化学反応は、水酸化コリンなどの塩基性イオン液体触媒の存在下、室温の水性媒体中で、2-アミノ-3-ニトロ-4H-クロメン誘導体を生成する（収率は最大83〜96％）。

## 安全性
水酸化コリンは皮膚、目、呼吸器系を刺激する。目に重篤な損傷を引き起こす可能性がある。重篤な皮膚および目の火傷を引き起こす。この化学物質を吸入すると、呼吸困難や上気道および肺への腐食性損傷を引き起こし、肺炎につながる可能性がある。また、強酸化剤と激しく反応することがある。